# Hamduna
Hamduna (en turc: Kurukavak, en Kurmanji: Hemdûna) és una vila de Turquia, que pertany al districte de Beşiri, de la província de Batman. Està situada a uns 26 km al sud-est de Beşiri en el sud-est d'Anatòlia.
En l'edat mitjana, aquesta vila va estar disputada per l'Imperi Romà d'Orient i el Regne d'Armènia Menor.
La seva població són membres de l'ètnia yazidi. Actualment la majoria han emigrat, especialment a Alemanya, perquè se sentien oprimits tant pels kurds com pels turcs.